# Modo irrealis
Em linguística, modos irreais (irr, irrealis)) são o conjunto principal de modos gramaticais que indicam que uma determinada situação ou ação não é conhecida por ter acontecido no momento em que o falante esta se expressando. Isso contrasta com os modos reais.
Cada idioma tem maneiras gramaticais de expressar essa irrealidade. Os linguistas tendem a reservar o termo "irrealis" para marcadores particulares morfológicos ou tipos de cláusula. Muitos idiomas com modos irrealis fazem subdivisões adicionais entre esses modos. Isso é especialmente verdade entre as línguas algonquianas como a língua Siksiká (Blackfoot).

## Lista de modos irrealis
| Modo                        | Evento, conforme percebe o falante | Exemplo                                                                                              | Encontrado em |
| --------------------------- | --- | --- | --- |
| Subjuntivo                  | O evento é considerado improvável (usado principalmente em orações dependentes).                                                                                                  | "Se eu te amasse ...", "que eu possa te amar"                                                        | Inglês, Latim & # 124; Alemão & # 124; Românicas & # 124; Sânscrito védico & # 124; Proto-indo-europeu & # 124; Hindi            |
| Condicional ( cond)         | O evento depende de outra condição. | "Eu te amaria"                                                                                       | Inglês & # 124; alemão & # 124; Românicas & # 124; islandês & # 124; Irlandês & # 124; Hindi & # 124; Finlandês & # 124; Húngaro |
| Optativo                    | O evento é esperado, esperado, há esperança. | "Eu posso ser amada"                                                                                 | Albanês \| Grego Antigo \| Sânscrito \| Avestano \| Proto-indo-europeu                                                           |
| Jussivo (jus)               | O evento é invocado, implorado ou solicitado. | "Todos devem ser amados"                                                                             | Árabe \| Hebraico \| Esperanto                                                                                                   |
| Potencial (pot)             | O evento é provável ou tido como plausível | "She probably loves me"                                                                              | Finlandês \| Japonês \| Sânscrito \| Lúnguas Samis \| Protoindo-europeu                                                          |
| Imperativo e Proibitivo     | O evento é ordenado diretamente ou solicitado pelo falante. Proibitivo é a negação de uma declaração imperativa, ou seja, o falante proíbe um evento (ordena que ele não ocorra). | "Ame-me!", "Não me ame"                                                                              | Seri \| Latim \| Português (Português tem diferente imperativos – positivo e negativo/ proibitivo) \| Finlandês \| Húngaro       |
| "Eu desejo que ela me ame." | Sânscrito \| Japonês \| Protoindo-europeu | | |
| Dubitativo                  | O evento é incerto, duvidoso, pouco provável. | "Eu acho que ela possa me amar."                                                                     | Ojibue \| Turco |
| Hipotéticol                 | O evento é hipotético ou é contrafactual condicional, mas possível. | "Eu posso atá nat você, se..]"                                                                       | Russo \| Lakota |
| Presuntivo                  | O evento é assumido, pressuposto pelo falante | Não há um exemplo exato em inglês, embora possa ser traduzido como: "[mesmo se] ala te amasse [...]" | Romeno \| Hindi \| Punjabi \| Guzerate                                                                                           |
| Permissivo                  | O evento é permitido pelo falante. | "Você pode [não] me amar ..."                                                                        | Lituano (uma forma do optativo)                                                                                                  |
| Admirativo (mir)            | O evento é surpreendente ou incrível (literalmente ou por ironia ou sarcasmo). | "Nossa! Ela me ama!"                                                                                 | Turco \| Búlgaro \| Macedônio \| Albanês \| Megleno-Romeno                                                                       |
| Hortativo                   | O evento é exortado, implorado, insistido ou encorajado pelo falante. | Latim (uma forma de Jussivo) \| Grego (uma forma de subjuntivo) \| Hindi                             | |
| Eventivo                    | O evento é provável, mas depende de uma condição. É uma combinação do potencial e dos modos condicionais.                                                                         | "Eu provavelmente te amaria [se ...]"                                                                | Finlandês (no poema épico Kalevala) \| Estoniano em alguns dialetos                                                              |
| Precativo (prec)            | O evento é solicitado pelo falante. | "Você vai me amar?"                                                                                  | |
| Volitivo (vol)              | O evento é desejado, querido ou temido pelo falante. | | |
| Inferencial (infer or infr) | O evento não foi testemunhado e não foi confirmado. | Não há um exemplo exato em inglês, embora possa ser traduzido como: "Diz-se que ela me ama"          | Turco & # 124; Búlgaro (o modo inferencial é denominado "modo renarrativo")\| Estoniano (It is called "oblique modo")            |
| Necessitativo               | O evento é necessário, ou é desejado e encorajado. É uma combinação de exortativa e jussiva.                                                                                      | | Armênio \| Turco |
| Interrogativo (int)         | O evento é perguntado ou questionado pelo falante | Galês \| Nenetss                                                                                     | |

## Modos

### Subjuntivo
O modo subjuntivo, às vezes chamado de modo conjuntivo, tem vários usos em cláusula dependentes. Os exemplos incluem discutir eventos hipotéticos ou improváveis, expressar opiniões ou emoções ou fazer solicitações educadas (o escopo exato é específico da língua). Um modo subjuntivo existe em inglês, mas muitas vezes não é obrigatório. Exemplo: "Sugeri que o Paul comesse uma maçã", o Paul não está de facto a comer uma maçã. Compare isso com a frase "Paulo come uma maçã", onde o verbo "comer" está no presente, modo indicativo. Outra maneira, especialmente em inglês britânico, de expressar isso pode ser "Eu sugeri que Paul deveria comer uma maçã", derivada de "Paul deveria comer uma maçã."
Outros usos do subjuntivo em inglês, como em  se ele não puder trazer um cordeiro, então ele trará por sua transgressão ...(King James Version (KJV) Levítico 5: 7), tornaram-se arcaicos ou formais. Declarações como "Eu irei garantir que ele saia imediatamente" muitas vezes soam excessivamente formais, e muitas vezes foram substituídas por construções com o indicativo, como "Eu irei me certificar de que ele saia 'imediatamente'. (Em outras situações, a forma verbal para subjuntivo e indicativo pode ser idêntica: "Vou me certificar de [que] você saia imediatamente)
O modo subjuntivo figura com destaque na gramática das línguas românicas, que exigem esse modo para certos tipos de orações dependentes. Esse ponto geralmente causa dificuldade para falantes de inglês no aprendizado dessas línguas.
Em outras línguas, o modo dubitativo ou condicional pode ser empregado em vez do subjuntivo para se referir a eventos duvidosos ou improváveis.

### Condicional
O modo 'condicional cond) é usado para falar de um evento cuja realização depende de outra condição, particularmente, mas não exclusivamente, numa sentença condicional. No inglês moderno, é uma construção perifrástica, com a forma  seria  + infinitivo, por exemplo,  eu compraria . Em outras línguas, como espanhol ou francês, os verbos têm uma inflexão condicional específica. Isso se aplica também a alguns verbos em alemão, nos quais o modo condicional é convencionalmente chamado de Konjunktiv II, diferindo de Konjunktiv I. Assim, a versão condicional de "João come se estiver com fome" é:
Inglês: John would eat if he were hungry
em alemão:  Johannes äße, wenn/falls er Hunger hätte
ouJohannes würde essen, wenn er Hunger hätte
em francês:  Jean mangerait s'il avait faim
em castelhano:  Juan comería si tuviera hambre
em português:  João comeria se tivesse fome
em italiano:  Giovanni mangerebbe se avesse fame
em sueco:  Johan skulle äta, om han var hungrig
em dinamarquês:  Johan ville spise, hvis han var sulten
Norueguês Johan ville spise, hvis han var sulten
Norueguês Johan ville eta om han var svolten
em islandês:  Jóhann myndi borða ef hann væri svangur
em neerlandês:  Johannes zou eten mocht hij honger hebben
em irlandês:  D'íosfadh Seán rud dá mbeadh ocras air
em irlandês:  जॉन खाता अगर भूख होती उसे
Nas línguas românicas, a forma condicional é usada principalmente na apodosis (cláusula principal) das orações condicionais e em algumas onde se expressa cortesia ou dúvida . O verbo principal na protasis (oração dependente) está no modo subjuntivo ou indicativo. No entanto, este não é um traço universal: entre outras como em alemão (como acima) e em finlandês, o modo condicional é usado tanto na apodose quanto na prótase.
Um outro exemplo de condicional finlandês é a frase "Eu compraria uma casa se ganhasse muito dinheiro", onde em finlandês ambas as cláusulas têm o marcador condicional   -isi- :  Ostaisin talon, jos ansaitsisin paljon rahaa, assim como em Húngaro, que usa o marcador   -na / -ne / -ná / -né :   Ven né k egy házat, ha sokat keres né k . Em polonês, o marcador condicional   -by  também aparece duas vezes:   Kupił por m dom, gdy por m zarabiał dużo pieniędzy . Como o inglês é usado como língua franca, um tipo semelhante de duplicação da palavra "iria" é uma forma bastante comum de usar indevidamente a construção da língua inglesa.
Em finlandês, é principalmente um recurso literário, visto que praticamente desapareceu da língua falada diariamente na maioria dos dialetos. Seu sufixo é   -ne- , como em *  men  +  ne  +  e 
Em francês, enquanto a língua padrão requer o indicativo na oração dependente, usar o modo condicional em ambas as orações é frequente entre falantes não educados:   Si j '  aurais  su, je ne serais pas venu  ("Se eu soubesse, não teria vindo") em vez de   Si j ' avais su, je ne serais pas venu' '("Se eu soubesse, não teria vindo"). No entanto, esse uso é fortemente estigmatizado. Na língua literária, sentenças condicionais irreais passadas como acima podem assumir o subjuntivo mais-perfeito em uma oração ou em ambas, de modo que as seguintes sentenças são todas válidas e têm o mesmo significado que o exemplo anterior:   Si j ' eusse su, je ne serais pas venu' ';  Si j ''  avais su, je ne fusse pas venu' ';   Si j ' eusse su, je ne  fusse  pas venu' '.
Em inglês, também, a construção  would  + infinitivo pode ser empregada em orações principais, com um sentido subjuntivo: "Se você iria apenas me diga o que está te incomodando, talvez eu possa ajudar ".

### Optativo
O modo optativo expressa esperanças, desejos ou ordens. Outros usos podem se sobrepor ao modo subjuntivo. Poucas línguas têm um optativo como modo distinto; alguns que o fazem são o albanês, o grego antigo, o sânscrito, o finlandês, o avestan (também estava presente em Proto-indo-europeu, o ancestral das línguas mencionadas, exceto para o finlandês).
Em finlandês, o modo pode ser chamado de "arcaico" ou "imperativo formal", mesmo que tenha outros usos; no entanto, pelo menos expressa formalidade. Por exemplo, o nono artigo da Declaração Universal dos Direitos Humanos começa com   Älköön ketään pidätettäkö mielivaltaisesti  (glosado,  neg.imp.3sg qualquer pessoa .  part arrest.  imp arbitrariamente), "não um deve ser preso arbitrariamente" (literalmente, "Não qualquer um será preso arbitrariamente"), onde ' älköön pidätettäkö' '"não será preso'" é o imperativo de  ei pidätetä  "não está preso". Além disso, usar o modo condicional  -isi- em conjunto com o clítico  -pa produz um significado optativo:  olisinpa "se eu fosse". Aqui, é evidente que o desejo não foi realizado e provavelmente não será.
Em sânscrito, o optativo é formado pela adição de desinências secundárias ao radical do verbo. O optativo, como outros modos, é encontrado na voz ativa e na voz intermediária. Exemplos:   bhares  "pode suportar" (ativo) e   bharethaas  "pode suportar [para você]" (meio). O optativo pode não apenas expressar desejos, solicitações e comandos, mas também possibilidades, por exemplo,   kadaacid goshabdena budhyeta  "ele pode talvez acordar devido ao grito de vacas", dúvida e incerteza, por exemplo,   katham vidyaam Nalam  "como eu seria capaz de reconhecer Nala?" O optativo pode ainda ser usado em vez de um modo condicional.

### Jussivo
O modo jussivo  jus) expressa apelo, insistência, imploração, auto-encorajamento, desejo, desejo, intenção, ordem, propósito ou consequência. Em algumas línguas, isso se distingue do modo coortativo, pois a coortativa ocorre na primeira pessoa e o jussivo na segunda ou terceira. É encontrado em árabe, onde é chamado de  مجزوم (  majzūm ) , e também em hebraico e na língua construída Esperanto. As ʾIʿrab # Verbos - regras que governam o jussivo em árabe são um tanto complexas.

### Potencial
Omodo potencial pot) é um modo de probabilidade que indica que, na opinião do falante, a ação ou ocorrência é considerada provável. É usado em muitas línguas, incluindna na finlandês, Japonês, e Sânscrito (incluindo seu ancestral proto-indo-europeu), e nas Sami línguas. (Em japonês, é frequentemente chamado detentativa' , uma vez quepotencial'  é usado para se referir a uma voz indicando a capacidade de executar a ação.)
→   mennee  "(ele / ela) provavelmente irá". Alguns tipos de encontros consonantais simplificam para geminadas. Na língua falada, a palavra   kai  "provavelmente" é usada, por exemplo,   se kai tulee  "ele provavelmente vem", em vez de   hän tullee .

### Imperativo
O'modo imperativo'  expressa comandos diretos, pedidos e proibições. Em muitas circunstâncias, usar o modo imperativo pode parecer rude ou mesmo rude, por isso é freqüentemente usado com cuidado. Exemplo: "Paul, faça sua lição de casa agora". Um imperativo é usado para dizer a alguém para fazer algo sem argumentar.
Muitas línguas, incluindo o inglês, usam o radical verbal puro para formar o imperativo (como "ir", "correr", "fazer"). Outras línguas, como Seri e Latin, no entanto, usam formas imperativas especiais.
Em inglês, a segunda pessoa está implícita no imperativo, exceto quando a primeira pessoa do plural é especificada, como em "Let's go" ("Let us go").
O modo proibitivo, o imperativo negativo, pode ser gramatical ou morfologicamente diferente do modo imperativo em algumas línguas. Indica que a ação do verbo não é permitida, por exemplo, "Não vá!" (arcaicamente, "Não vá!"). Em português e espanhol, por exemplo, as formas do imperativo são usadas apenas para o próprio imperativo, por exemplo, " vai embora! " " { {lang | es | ¡vete!}}  "(" sair! "), enquanto o subjuntivo é usado para formar comandos negativos, por exemplo,"  não vás embora!, '" ¡ no te vayas! '"(" não saia!'".
Em inglês, o imperativo às vezes é usado para formar uma sentença condicional: por exemplo, "Vá para o leste uma milha e você verá" significa "Se você for para o leste uma milha, você verá".

### Desiderativo
Enquanto o optativo expressa esperanças, o modo desiderativo expressa desejos e vontades. Os desejos são o que queremos que seja; esperança geralmente implica otimismo em relação às chances de realização de um desejo. Se alguém deseja algo, mas é pessimista sobre suas chances de ocorrer, então o deseja, mas não espera por isso. Poucas línguas têm um modo desiderativo distinto; três que o fazem são sânscrito, japonês e proto-indo-europeu.
Em japonês, a inflexão do verbo   -tai  expressa o desejo do falante, por exemplo,   watashi wa asoko ni ikitai  "Eu quero para ir lá". Esta forma é tratada como um pseudo-adjetivo: o verbo auxiliar   garu  é usado eliminando o final   -i  de um adjetivo para indicar a aparência externa do estado mental de outra pessoa, neste caso o desejo de uma pessoa que não seja o falante (por exemplo,   Jon wa tabetagatte imasu  "John parece querer comer").
Em sânscrito, o infixo   -sa- , às vezes   -isa- , é adicionado à raiz reduplicada, por exemplo,   jíjīviṣati  "ele quer viver" em vez de   jī́vati  "ele vive O desiderativo em sânscrito também pode ser usado como iminente :   mumūrṣati  "ele está prestes a morrer". O desiderativo sânscrito continua proto-Indo-europeu Predefinição:TORTA .

### Dubitativo
O modo dubitativo é usado em Ojibwe, Turco, búlgaro e outras línguas. Expressa a dúvida ou incerteza do falante sobre o evento denotado pelo verbo. Por exemplo, em Ojibwe,   Baawitigong igo ayaa noongom  é traduzido como "ele está em Baawitigong hoje." Quando o sufixo dubitativo   -dog  é adicionado, ele se torna   Baawitigong igo ayaa cão noongom , "Eu acho ele deve estar em Baawitigong 
Mais sobre o texto originalÉ necessário fornecer o texto original para ver mais informações sobre a tradução."

### Presuntivo
O modo presuntivo é usado em romeno e Hindi para expressar pressupostos ou hipóteses, independentemente do fato denotado pelo verbo, bem como outras atitudes mais ou menos semelhantes: dúvida, curiosidade, preocupação, condição, indiferença, inevitabilidade. Freqüentemente, para uma frase em modo presuntivo, nenhuma tradução exata pode ser construída em inglês que transmita a mesma nuance.
A frase Romena,   acolo so fi dus   " ele deve ter ido lá " mostra o uso de pressuposto básico, enquanto o seguinte trecho de um poema de Eminescu mostra o uso tanto em uma cláusula condicional   de-o fi  " suponha que seja " e em uma cláusula principal mostrando uma atitude de submissão ao destino   le-om duce   " nós suportaríamos ".{|
|De-o fi una, de-o fi alta... Ce e scris și pentru noi,
Bucuroși le-om duce toate, de e pace, de-i război.
|-
|
|-
|  Seja um, seja o outro ... Qualquer que seja o nosso destino, 
 Teremos prazer em passar por tudo, seja paz ou guerra 
|}
Em Hindi, o modo presuntivo pode ser usado em todos os três tempos. A mesma estrutura para um aspecto gramatical particular pode ser usada para se referir ao presente, Passado e tempos futuros, dependendo do contexto. A tabela abaixo mostra as conjugações para o presumível modo cópula (linguístca) em hindi e romeno, com alguns exemplos de uso à direitaː
| Pessoa | Pessoa | Singular | Singular | Singular | Plural | Plural | Plural |
| Pessoa | Pessoa | 1ª       | 2ª       | 3ª       | 1ª     | 2ª     | 3ª     |
| ------ | ------ | -------- | -------- | -------- | ------ | ------ | ------ |
| Romeno | Romeno | oi       | oi       | o        | om     | oți    | or     |
| Hindi  | ♂      | hūṁgā    | hogā     | hogā     | hoṁgē  | hogē   | hoṁgē  |
| Hindi  | ♀      | hūṁgī    | hogī     | hogī     | hoṁgī  | hogī   | hoṁgī  |

|        | Tempo       | Tempo       | Frase                         | Português                                                  |
| ------ | ----------- | ----------- | ----------------------------- | ---------------------------------------------------------- |
| Romeno | Presente    | Presente    | tu oi face                    | You might do.                                              |
| Romeno | Passado     | Passado     | tu oi fi făcut                | Você deve / pode ter feito.                                |
| Romeno | Progressivo | Progressivo | tu oi fi făcând               | Você deve / pode estar fazendo.                            |
|        | Aspecto     | Tempo       | Frase                         | Português                                                  |
| Hindi  | Habitual    | Presente    | tū kartā hoga abhī            | Você deve / pode estar fazendo isso agora.                 |
| Hindi  | Habitual    | Passado     | tū kartā hogā pêhlē.          | Você deve / deve ter feito antes (normalmente no Passado). |
| Hindi  | Perfective  | Presente    | tūnē kiyā hogā abhī.          | Você deve / deve ter feito agora.                          |
| Hindi  | Perfective  | Passado     | tūnē kiyā hogā pêhlē.         | Você deve / pode ter feito isso antes (no Passado).        |
| Hindi  | Progressivo | Presente    | tū kar rahā hogā abhī         | Você deve / pode estar fazendo isso agora.                 |
| Hindi  | Progressivo | Passado     | tū kar rahā hogā do din pêhlē | Você deve / deve ter feito isso há dois dias.              |
| Hindi  | Progressivo | Futuro      | tū kar rahā hogā do din bād   | Você deve / pode estar fazendo isso daqui a dois dias.     |

### Hortativo
O exortativo ou modo exortativo é usado para expressar apelo, insistência, implorando, auto-encorajamento, desejo, desejo, intenção, comando, propósito ou consequência. Não existe em inglês, mas frases como "let us" são freqüentemente usadas para denotá-lo. Em latim, é intercambiável com o jussivo.

### Inferencial
O modo inferencial infer ou infr) é usado para relatar um evento não testemunhado sem confirmá-lo, mas as mesmas formas também funcionam como de observação nas línguas em que ocorrem. O modo inferencial é usado em algumas línguas como o Turco para transmitir informações sobre eventos que não foram observados diretamente ou foram inferidos pelo falante. Quando se refere ao Búlgaro e outras línguas dos Balcãs, é frequentemente chamado modo re-narrativo; quando se refere a estoniano, é chamado de modo oblique. O inferencial geralmente é impossível de distinguir quando traduzido para o inglês. Por exemplo, o indicativo búlgaro  той отиде (  toy otide ) e o turco   o gitti  são traduzidos o mesmo que inferencial  той отишъл (  toy otishal ) e   o gitmiş  - com o Indicativo inglês  ele foi .  Usar o primeiro par, entretanto, implica fortemente que o falante testemunhou o evento ou está muito certo de que ele ocorreu. O segundo par implica que o falante não testemunhou de fato o acontecimento, que ocorreu em um passado remoto, ou que há uma dúvida considerável se realmente aconteceu. Se fosse necessário fazer a distinção, então as construções iportuguesas "ele deve ter ido" ou "diz-se que ele foi" traduziriam parcialmente o inferencial.